# Jettingen-Scheppach
Jettingen-Scheppach ist ein Markt im schwäbischen Landkreis Günzburg. Hauptort sowie Sitz der Gemeindeverwaltung ist Jettingen.

## Geografie
Die Gemeinde liegt in der Region Donau-Iller zwischen Ulm und Augsburg. Durch das Gemeindegebiet fließt die Mindel. Der höchste Punkt mit 531 m ü. NHN ist der Buchberg im Ettenbeurer Wald.

### Gemeindegliederung
Es gibt zehn Gemeindeteile (in Klammern ist der Siedlungstyp angegeben):
- Allerheiligen (Wallfahrtskirche)
- Eberstall (Kirchdorf)
- Freihalden (Pfarrdorf)
- Jettingen (Hauptort)
- Klingenburg (Schloss)
- Ried (Pfarrdorf)
- Scheppach (Pfarrdorf)
- Scheppachermühle (Fabrik)
- Schönenberg (Pfarrdorf)
- Unterwaldbach (Schloss)

Gemarkungen sind Freihalden, Jettingen, Ried b.Jettingen, Scheppach und Schönenberg.

## Geschichte

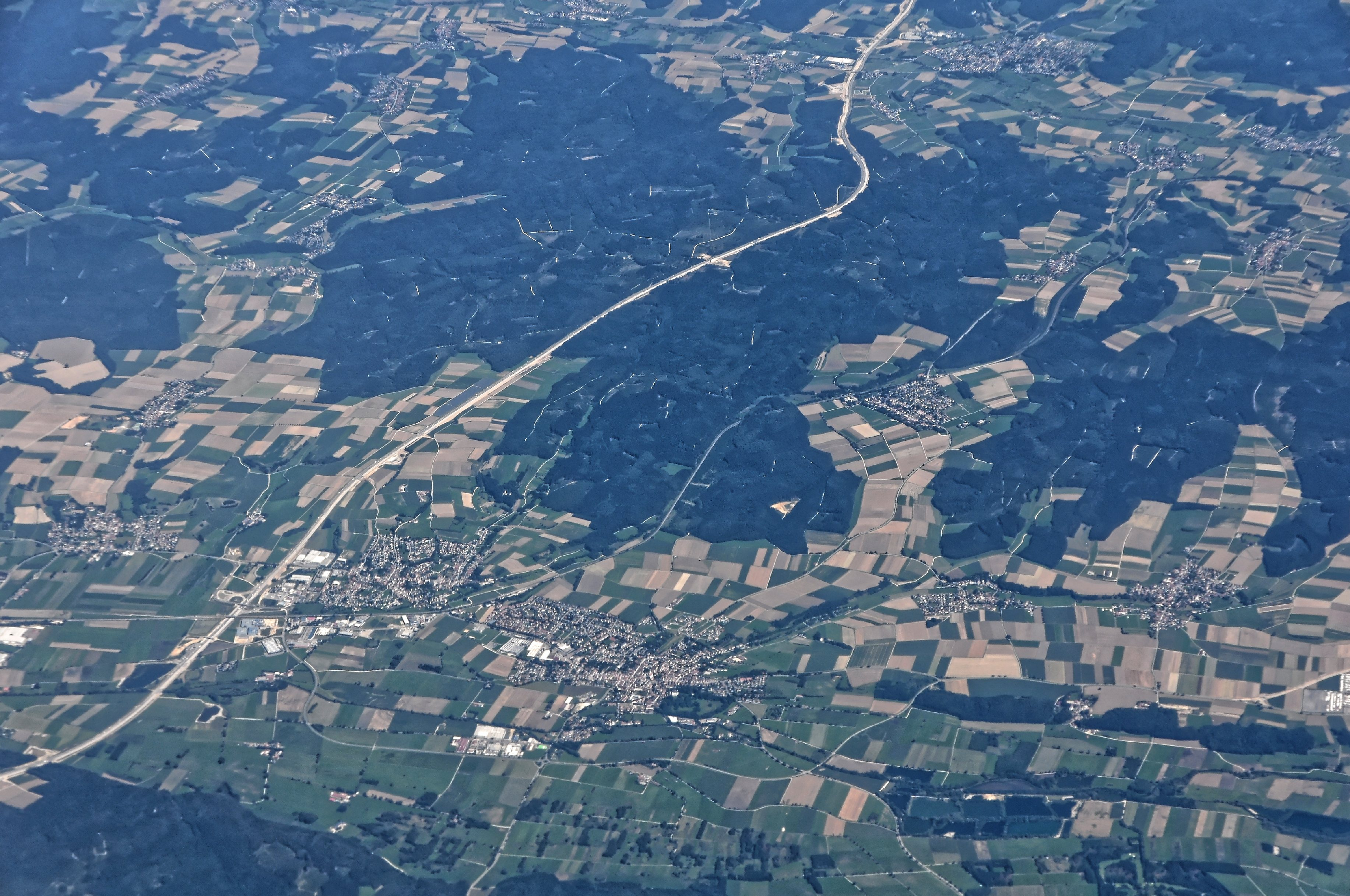
Luftbild von Jettingen-Scheppach aus westlicher Richtung

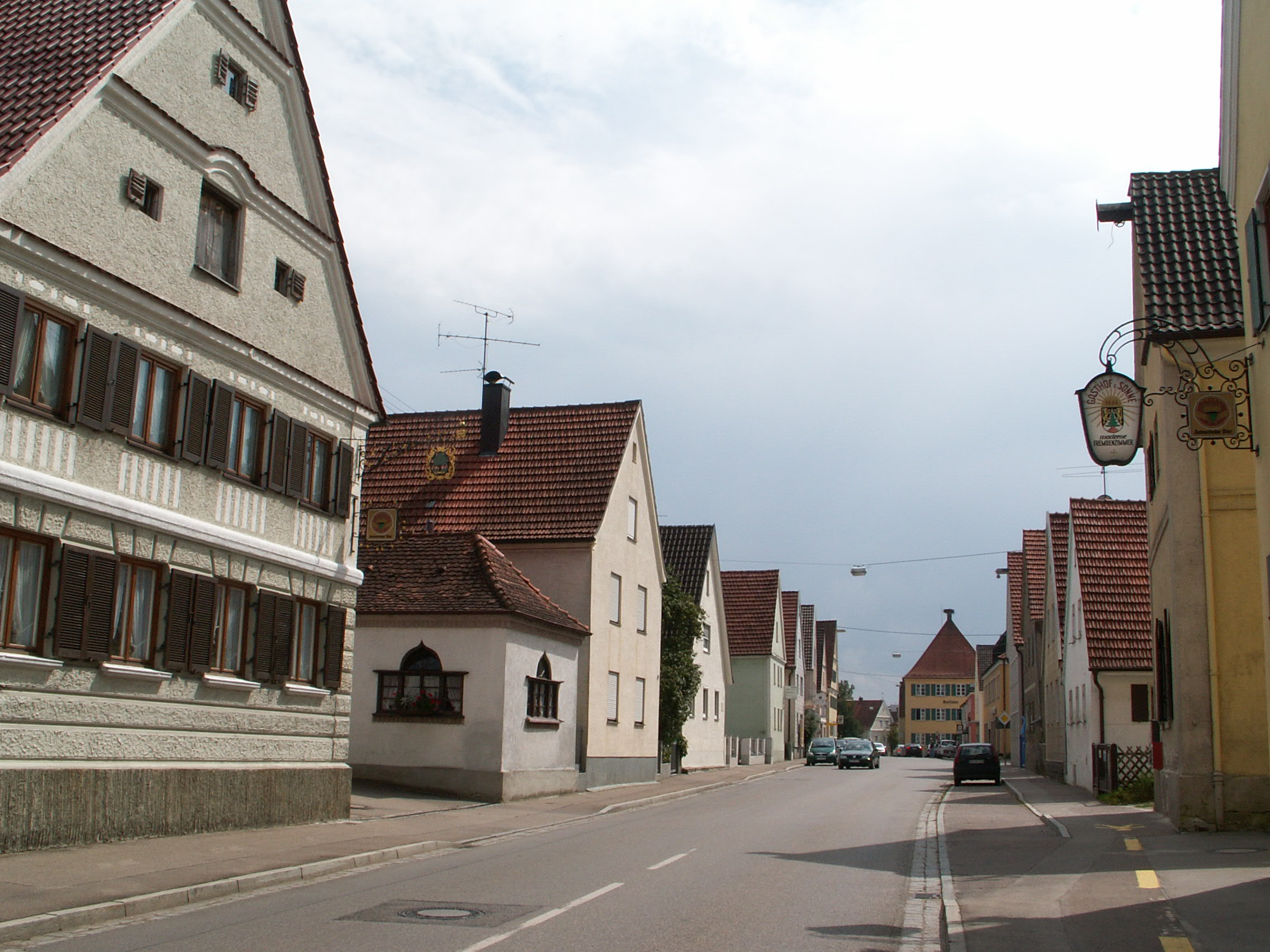
Hauptstraße in Jettingen

### Bis zur Gründung der Vorläufergemeinden
Jettingen erhielt 1363 die Marktrechte. Der Ort im heutigen Bezirk Schwaben war Sitz einer Herrschaft und gehörte seit 1460 den Herren, später Freiherren vom Stain, seit 1747 den Grafen Schenk von Stauffenberg. Mit der Rheinbundakte 1806 kam der Ort zu Bayern. Scheppach war ein Teil der vorderösterreichischen Markgrafschaft Burgau und fiel im Frieden von Preßburg (1805) an Bayern.
Im Zuge der Verwaltungsreformen in Bayern entstanden mit dem Gemeindeedikt von 1818 die politischen Gemeinden.

### Eingemeindungen
Die Gemeinde Jettingen-Scheppach entstand durch den freiwilligen Zusammenschluss des Marktes Jettingen und der Gemeinde Scheppach am 1. Januar 1970. Im Zuge der Gebietsreform in Bayern wurden am 1. Januar 1972 die Gemeinde Schönenberg, am 1. Januar 1976 die Gemeinde Ried und am 1. Mai 1978 die Gemeinde Freihalden eingemeindet sowie der Ortsteil Eberstall der Gemeinde Oberwaldbach umgegliedert.

### Einwohnerentwicklung
| Jahr      | 1961 | 1970 | 1987 | 1991 | 1995 | 2000 | 2005 | 2010 | 2015 | 2020 |
| --------- | ---- | ---- | ---- | ---- | ---- | ---- | ---- | ---- | ---- | ---- |
| Einwohner | 5333 | 5746 | 5744 | 6125 | 6556 | 6631 | 6746 | 6712 | 6945 | 7141 |

Zwischen 1988 und 2018 wuchs der Markt von 5768 auf 7038 um 1270 Einwohner bzw. um 22 %. Das Wachstum hält weiterhin an.

## Politik

### Bürgermeister und Gemeinderat
Erster Bürgermeister ist seit 1. Mai 2020 Christoph Böhm (Freie Unabhängige Wählergemeinschaft); dieser wurde am 15. März 2020 mit 64,7 % der Stimmen gewählt.
Sein unmittelbarer Vorgänger war von Mai 2002 bis April 2020 Hans Reichart (CSU). 
Davor amtierte 26 Jahre von 1976 bis 2002 Peter Ploeckl (CSU) als Bürgermeister.
Der Marktgemeinderat hat (ohne Ersten Bürgermeister) 20 Sitze, die sich seit 1. Mai 2020 (Wahl vom 15. März 2020) wie folgt verteilen (mit Vergleichzahlen von 2014):
| Partei/Liste                               | Stimmenanteil | Sitze | Sitze 2014 |
| CSU                                        | 38,5 %        | 8     | 9          |
| Freie Unabhängige Wählergemeinschaft (FUW) | 33,6 %        | 7     | 6          |
| Jungbürger (JB)                            | 17,6 %        | 3     | 5          |
| Bündnis 90/Die Grünen                      | 8,6 %         | 2     | –          |
| Die Linke                                  | 1,6 %         | 0     | –          |

### Wappen
| Wappen von Jettingen-Scheppach | Blasonierung: „In Silber unter einer schwarzen Wolfsangel drei deichselförmig gestellte rote Adlerfüße.“ |
| Wappen von Jettingen-Scheppach | Wappenbegründung: Dieses nach der Zusammenlegung des Marktes Jettingen und der Gemeinde Scheppach entstandene neue Marktwappen vereinigt Symbole aus den alten Wappen der beiden Gemeinwesen. Die Wolfsangel entstammt dem Wappen von Jettingen und ist schon 1637 in einem Siegel des Marktes nachgewiesen. Sie wurde dem Stammwappen der Ortsherren, der Ritter von Stain, entnommen und die drei roten Adlerfüße aus dem der Herren von Scheppach. Dieses Wappen wird seit 1972 geführt. |

### Gemeindepartnerschaften
Der Teilort Freihalden ist seit 1976 mit dem französischen Wallfahrtsort Ars-sur-Formans partnerschaftlich verbunden. Die Partnerschaft von Jettingen-Scheppach mit der ungarischen Gemeinde Csolnok im Komitat Komárom-Esztergom besteht seit 1992.

## Kultur und Sehenswürdigkeiten

### Baudenkmäler
- Katholische Wallfahrtskirche Allerheiligen
- Katholische Pfarrkirche St. Peter und Paul im Gemeindeteil Ried
- Katholische Pfarrkirche Mariä Himmelfahrt im Gemeindeteil Scheppach
- Katholische Pfarrkirche Mariä Verkündigung im Gemeindeteil Freihalden

### Vereinsleben
In der Marktgemeinde gibt es vielfältige Vereine und Vereinsaktivitäten.
In Jettingen, Scheppach, Freihalden und Ried (in Zusammenarbeit mit dem Nachbardorf Oberwaldbach) gibt es Sportvereine, die zum Beispiel Fußball, Tennis, Golf, Volleyball, Leichtathletik, Turnen und Gymnastik anbieten. Ergänzend zu den Freiwilligen Feuerwehren gibt es auch mehrere Feuerwehrvereine, die das gesellschaftliche Leben bereichern. Außerdem existieren noch Musik-, Faschings-, Heimat- und Brauchtumspflege- und diverse weitere Vereine.

## Infrastruktur

### Bildung
- Grundschule Scheppach
- Mittelschule Jettingen
- Mindeltal-Schulen Scheppach, private Realschule und Gymnasium
- Bläserschule Mindeltal

### Verkehr
Jettingen-Scheppach liegt verkehrsgünstig an der Anschlussstelle Burgau der Autobahn A 8 (Abschnitt Stuttgart – München). In den Ortsteilen Jettingen und Freihalden befinden sich Haltepunkte der Eisenbahnstrecke Ulm–Augsburg, an denen die Regional-Express-Linie 9 zwischen Ulm, Augsburg und München im Stundentakt hält.
Der Mindeltal-Radweg durchquert die Gemeinde von Nord nach Süd.

### Baggerseen
An der Mindel zwischen Jettingen und Schönenberg liegen südlich der Kreisstraße GZ 16 zahlreiche Baggerseen, viele davon sind zum Baden geeignet. Bekannt ist der Jettinger Baggersee (auch Heiligmannsee genannt). Er wurde 2002 aus einer ehemaligen Kiesgrube angelegt. Der über viereinhalb Hektar große Badesee mit Liegewiese ist über die GZ 16 und den Mindeltal-Radweg zu erreichen. Am Leitenmaier-See pflegt ein Verein den Surfsport.

## Persönlichkeiten
- Simon Burkhardt (* 26. Oktober 1695; † 12. September 1768 in Wien), Orgelbauer

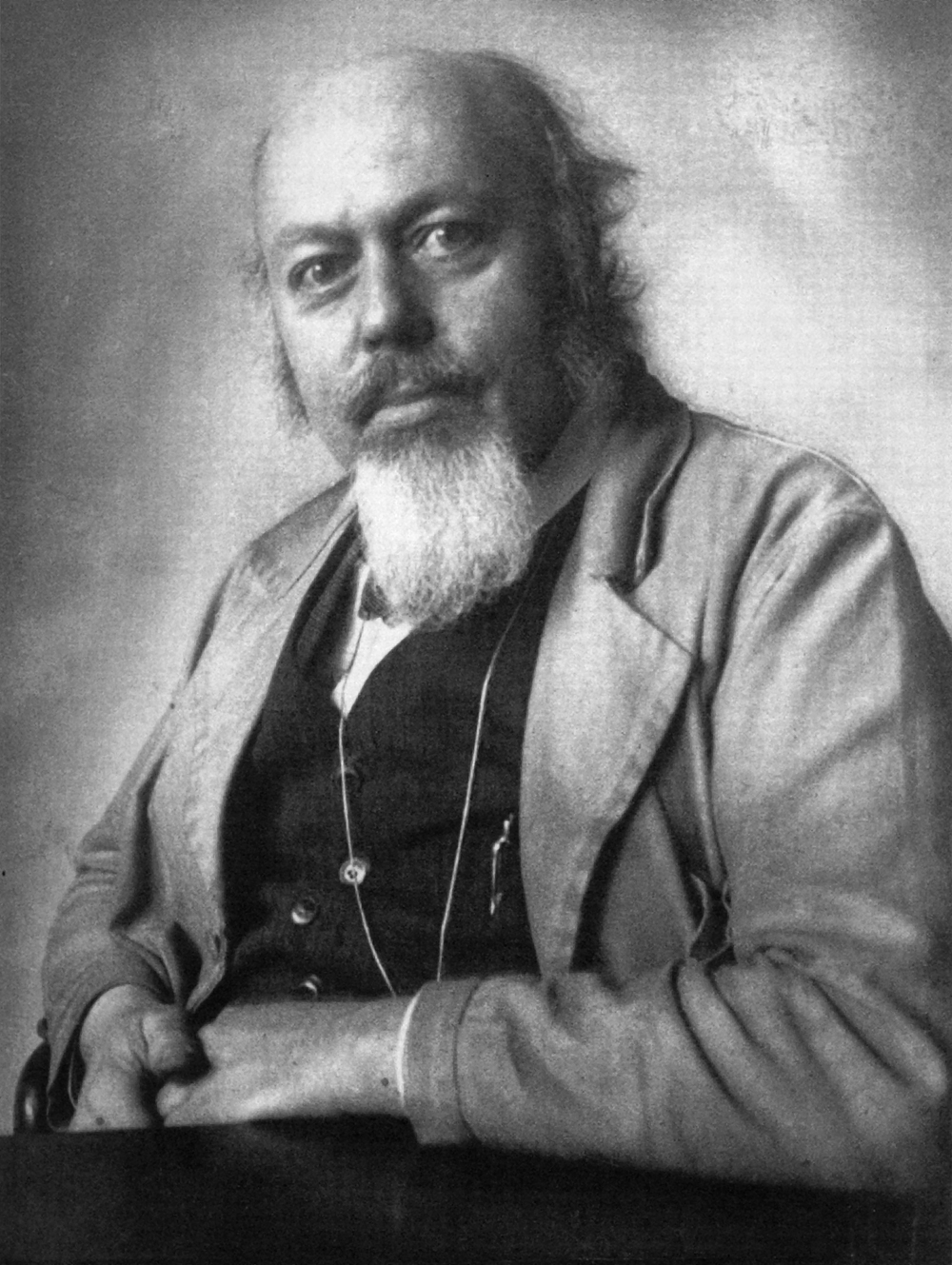
Dominikus Böhm

- Johann Ernst Eberlin (* 1702; † 1762), Komponist und Organist
- Isabella Braun (* 1815; † 1886), Jugendbuchautorin
- Dominikus Böhm (* 1880; † 1955), deutscher Architekt und bedeutender Kirchenbauer
- Karl Schmid (* 1883; † 1958), Politiker, Mitglied des Bayerischen Landtages
- Claus Schenk Graf von Stauffenberg (* 1907; † 1944), Mitglied des militärischen Widerstandes, Hitler-Attentäter
- Raimund Barthelmes (* 1947; † 2019), Filmeditor